# Crist Rei
Crist Rei (en llatí: Christus Rex) és una denominació i títol per a Jesucrist en referència a la idea de Regne de Déu on Jesucrist és descrit assegut al costat dret de Déu (en oposició al títol secular de Rei dels Jueus, on Jesús apareix a la creu). Aquest títol és principalment utilitzat pels fidels de l'Església Catòlica Romana, però també per altres confessions cristianes com ara l'anglicanisme, l'episcopalisme, el presbiterianisme, el luteranisme o el metodisme, les quals reconeixen aquest títol a Jesucrist.
L'any 1925, Pius XI va instaurar la Solemnitat de Crist Rei per tal d'honorar-lo i la qual té lloc el darrer diumenge de l'any litúrgic del ritu romà. El nom de Crist Rei és també sovint emprat per a anomenar diverses institucions i llocs com ara esglésies, col·legis, seminaris i hospitals. També existeixen municipis o monuments amb aquesta denominació.
Els termes de "Crist" i "Rei" no apareixen junts o relacionats als evangelis, no obstant això, el nom de "Crist" ja és de per se un títol reial ("el [Rei] ungit"). Al text grec, Crist és presentat explícitament com a Rei (βασιλεύς, Basileús) en diverses ocasions, com ara a Mt 2:2 ("On és el rei dels jueus que acaba de néixer?"). A Jn 18:32, Ponci Pilat fa referència al fet que "Crist" és un títol reial en preguntar-li "Eres tú el Rei dels Jueus?" (βασιλεὺς τῶν Ἰουδαίων, Basileùs ton Ioudaíon). De manera semblant, a Jn 1:49, un seguidor anomenat Nathanael s'adreçà a Jesucrist com a "Rei d'Israel" (ὁ βασιλεὺς τοῦ Ἰσραήλ, Ho Basileùs ton Hisraél).
A l'Evangeli de Sant Lluc, l'arcàngel Gabriel anuncià a Maria, mare de Déu: "Tindràs un fill i li posaràs el nom de Jesús. Serà gran i l'anomenaran Fill de l'Altíssim. El Senyor Déu li donarà el tron de David, el seu pare. Regnarà per sempre sobre el poble de Jacob, i el seu regnat no tindrà fi.".
Més enllà dels evangelis, la Primera carta a Timoteu, 6:14-15, utilitza explícitament l'expressió "Rei dels reis i Senyor dels senyors" (Βασιλεὺς βασιλέων καὶ κύριος κυρίων, Basileùs Basiléon kai kúrios kuríon), adaptant així a Jesucrist la cita present al Pentateuc que diu "El Senyor, el vostre Déu, és el Déu dels déus, i el Senyor dels senyors.". A l'Apocalipsi s'afirma que l'Agnus Dei és el "Rei de reis i Senyor de senyors".